# فاناندرانا
فاناندرانا (به لاتین: Fanandrana) یک منطقهٔ مسکونی در ماداگاسکار است که در توآماسینا دوم واقع شده‌است. فاناندرانا ۲۹۲ کیلومتر مربع مساحت و ۱۷٬۶۴۴ نفر جمعیت دارد و ۱۵ متر بالاتر از سطح دریا واقع شده‌است.